# Manevra Toynbee
Manevra Toynbee este o manevră de echilibrare, inventată de medicul Joseph Toynbee⁠(en)[traduceți] (1815-1866), folosită uneori în scufundări. Aceasta își propune reechilibrarea presiunii între urechea externă și urechea medie.
Spre deosebire de alte metode (Frenzel, Valsalva, sau BTV), aceasta este efectuată în timpul revenirii la suprafață.
În cazul în care, în mod excepțional, aerul nu poate trece de la urechea medie la gât în timpul (revenirii la suprafață) ascensiunii, ar putea fi necesară utilizarea acestei metode.
În acest caz, este  necesar ca scufundătorul să se prindă de nas și să facă mișcarea de înghițire, în același timp încercând să respire pe nas pentru a crea un vid care va trage aerul prin trompele lui Eustachio.